# Ruch wzbudzony
Ruch wzbudzony (również "ruch indukowany") - termin w inżynierii ruchu, określający zjawisko, w którym wzrost przepustowości środka transportu prowadzi do zwiększenia liczby użytkowników a w efekcie do ponownego zapełnienia jego przepustowości. Na przykład otwarcie nowego pasa ruchu może prowadzić do wzrostu natężenia ruchu i ponownego zakorkowania drogi. 
W ekonomii zjawisko to tłumaczy się na zasadzie podaży i popytu, lub elastyczności popytu.
Uwzględnienie ruchu wzbudzonego jest ważną kwestią w badaniach ruchu (modelowaniu) i ogólnie w planowaniu przestrzennym, szczególnie w celu przewidywania wpływu nowej lub zmodernizowanej infrastruktury transportowej na zachowania użytkowników. 

## Przyczyny ruchu wzbudzonego
Wśród przyczyn ruchu wzbudzonego wymienia się elastyczność popytu i koszt uogólniony.
Elastyczność popytu odnosi się do wrażliwości popytu na zmiany warunków podaży. Jeśli infrastruktura transportowa jest tutaj rozumiana jako usługa, wówczas elastyczność popytu odnosi się do skłonności użytkowników do zmiany środka transportu, obranej drogi, lub rezygnacji z podróży.
Teoria uogólnionego kosztu zakłada, że użytkownik preferuje jedną usługę transportową nad inną, jeśli cena tej drugiej jest wyższa niż użyteczność krańcowa, którą użytkownik z niej czerpie. Zakładając racjonalność użytkowników teoria ta umożliwia wyjaśnienie wyboru jednego środka transportu zamiast innego lub wybór innej trasy, jeśli ich koszty uogólnione różnią się.

## Inne przykłady
Podobnie jak w przykładzie ruchu samochodowego, ruch wzbudzony może występować w innych środkach transportu. Na przykład, otwarcie buspasa na Trasie Łazienkowskiej w Warszawie doprowadził do zwiększenia jej atrakcyjności dla użytkowników transportu publicznego i przeniesienie podróży na tę trasę. 

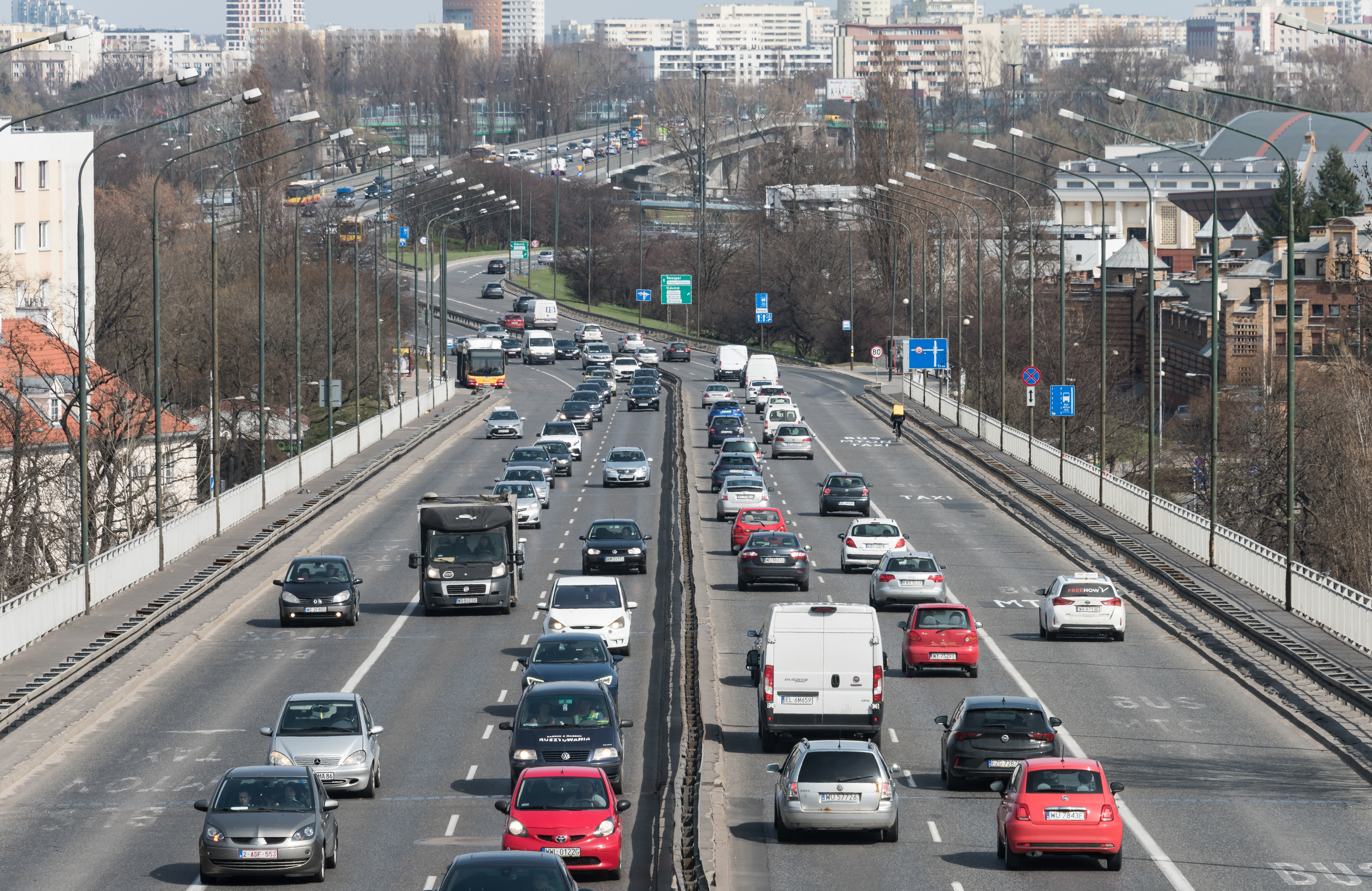
Trasa Łazienkowska w Warszawie 2021 z wydzielonym pase dla transportu publicznego (buspasem)

Inny przykład obejmuje natężenie ruchu rowerowego w mieście, które związane jest z obecnością bezpiecznej infrastruktury rowerowej.

## Ruch tłumiony (zjawisko odwrotne)
Tak jak wzrost przepustowości może doprowadzić do wzrostu natężenia ruchu, tak jej spadek może spowodować przeniesienie zapotrzebowania ruchu na inne środki transportu, trasy lub wręcz porzucenie zamiaru przemieszczenia się. Zjawisko to znane jest jako "ruch tłumiony". W projektach infrastruktury na świecie znane są spektakularne przykłady tego zjawiska:
- W Warszawie, po pożarze Mostu Łazienkowskiego, tylko połowa ze 100 tysięcy przejeżdżających przez niego kierowców, przeniosła się na inne przeprawy, reszta "zniknęła" (prawdopodobnie przeniosła się na inne środki transportu) [8];
- W San Francisco, po zamknięciu Central Freeway w 1991 r., średni dzienny ruch na obwodnicach spadł o 22%, a 20% użytkowników stwierdziło, że podróżuje mniej;
- W Seulu wyburzenie wiaduktu autostrady Cheonggyecheon w 2005 r. spowodowało zmniejszenie ruchu przez centrum miasta o 9% i o 2,3% w kierunku centrum miasta;

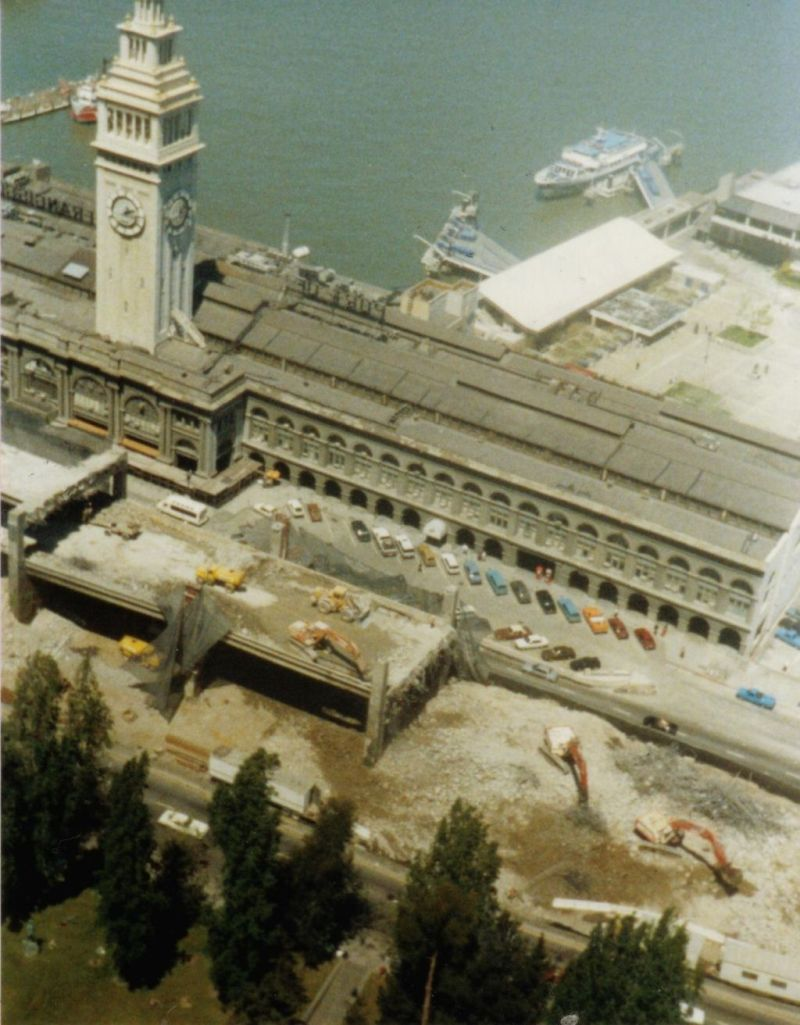
Central Freeway w San Francisco w trakcie rozbiórki.
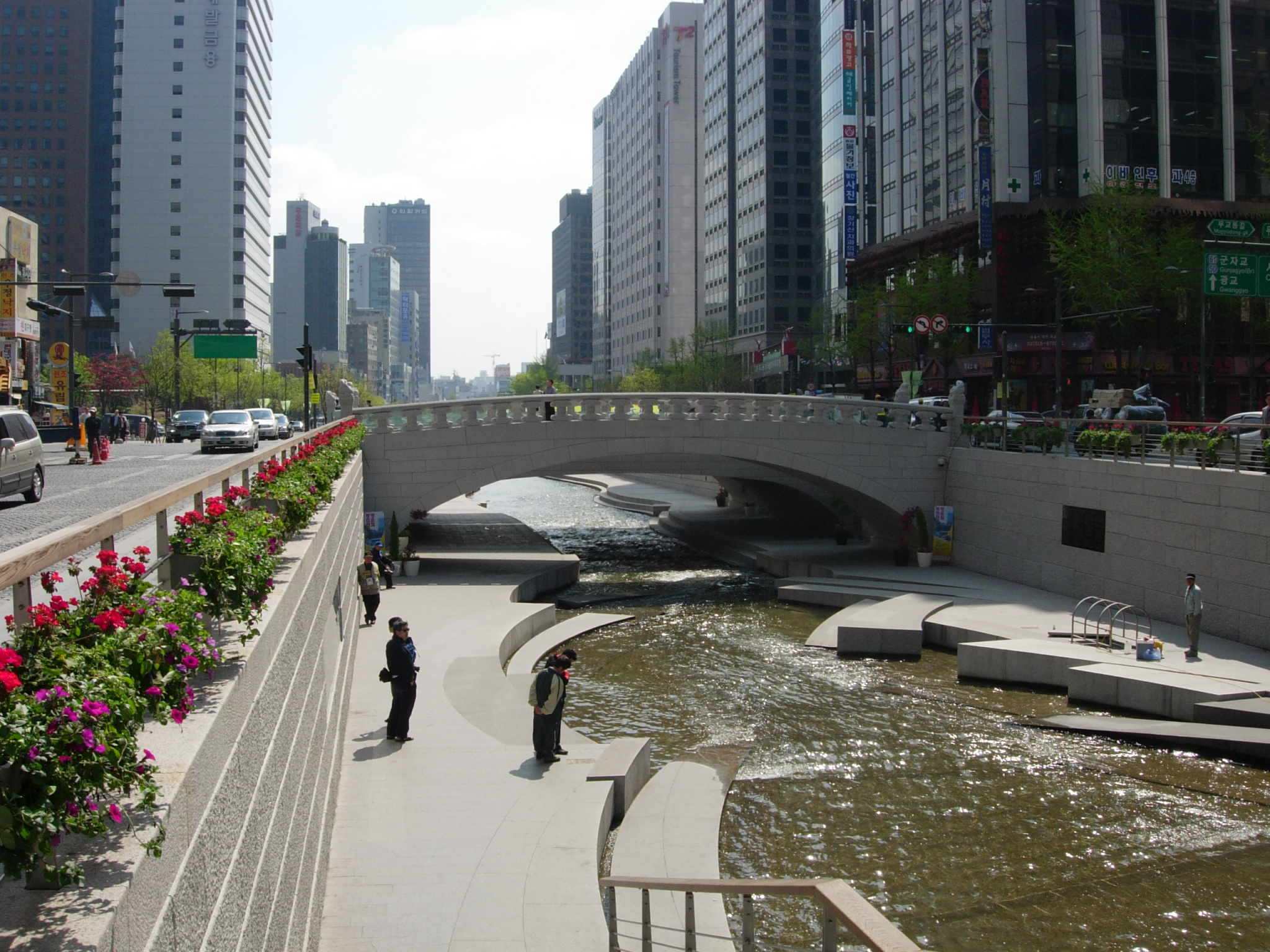
Cheonggyecheon w Seulu, skutek rozbiórki wiaduktu autostradowego w 2005 roku.

## Skutki ruchu wzbudzonego
Ruch wzbudzony jest ważnym elementem analizy wpływu inwestycji drogowych na natężenie ruchu. Jednak jego oddziaływanie wykracza poza ramy inżynierii ruchu, gdyż równie ważny jest jego wpływ na środowisko, zdrowie publiczne i równość społeczną.
Transport drogowy wiąże się z emisją dwutlenku węgla (CO2), który jest gazem cieplarnianym i jego emisje są obecnie brane pod uwagę przy planowaniu infrastruktury. Zgodnie z raportem IPCC, udział transportu drogowego w globalnych emisjach CO2 to 23%, a w Polsce 20,4% (2019 r.). Branie pod uwagę efektu ruchu wzbudzonego (i jego przeciwieństwa) jest więc ważnym elementem polityki klimatycznej.
Natężenie ruchu (w tym ruchu wzbudzonego) bezpośrednio przekłada się na emisję spalin, jakość powietrza, hałas, liczbę wypadków drogowych i ogólnie jakość życia mieszkańców. Metody bazujące wyłącznie na modelowaniu natężenia ruchu mogą również pomijać potrzeby osób o ograniczonej mobilności, prowadząc do ich wykluczenia transportowego. 